# Visthus
Visthus est une localité du comté de Nordland, en Norvège.

## Géographie
Administrativement, Visthus fait partie de la kommune de Vevelstad.